# Weinstadel

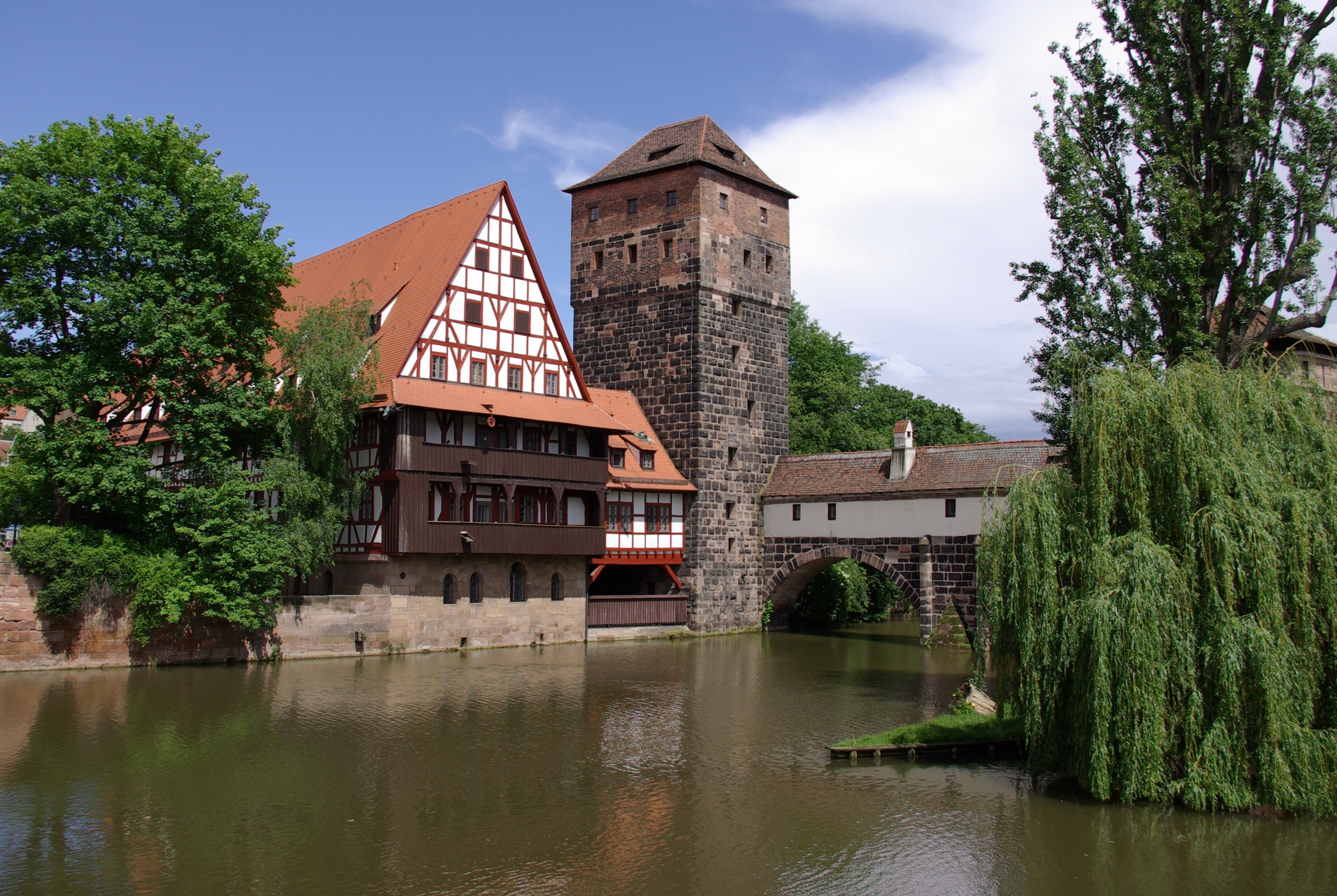
Weinstadel und Wasserturm von Süden, 2010…

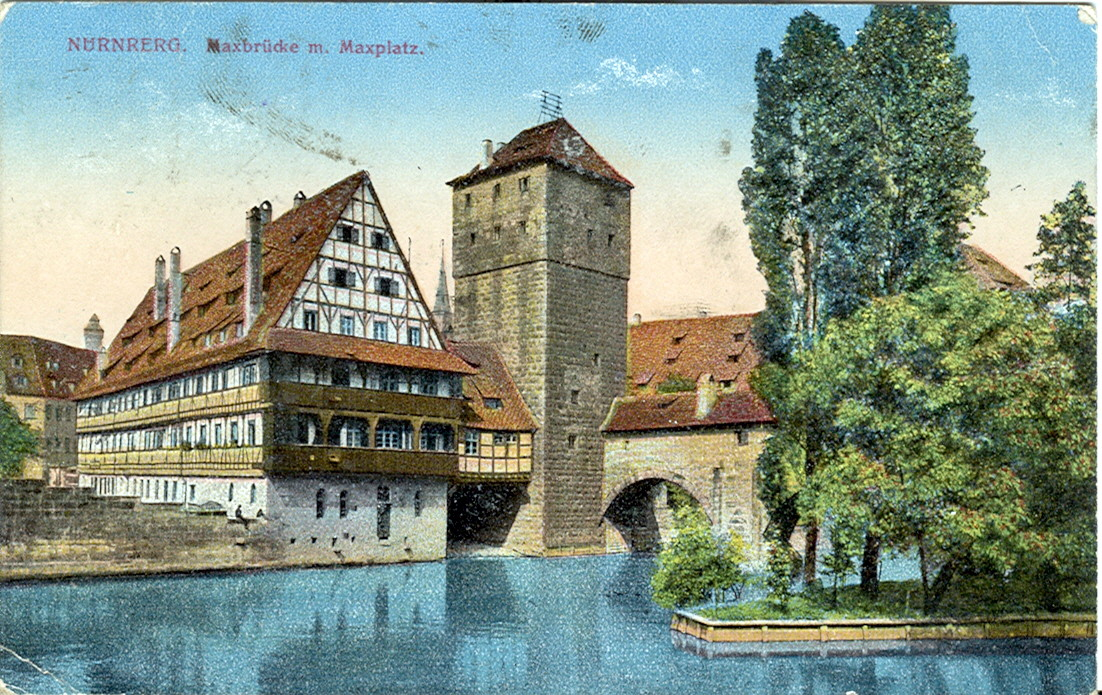
…und um 1918

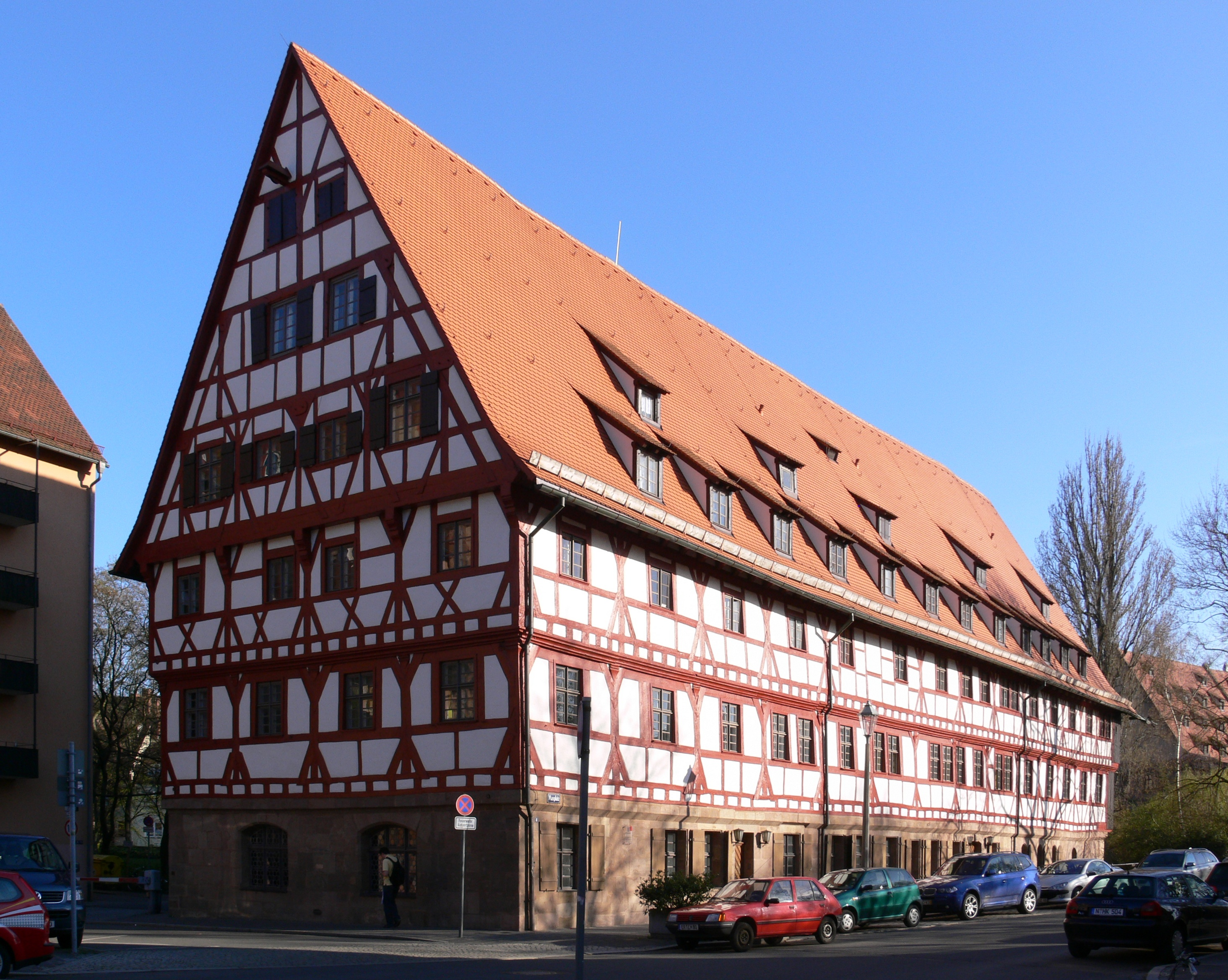
Weinstadel von Norden, 2010

Der Weinstadel ist ein mittelalterliches und reichsstädtisches Gebäude in Nürnberg.
Es gehört zu den bekanntesten Baudenkmälern in der nördlichen Nürnberger Altstadt und ist eine Station der Historischen Meile Nürnberg. Der Name Weinstadel leitet sich von seiner Funktion als ehemaliges reichsstädtisches Weinlager ab, welches etwa 1571 im Erdgeschoss des Hauptgebäudes eingerichtet worden war.

## Lage
Der Weinstadel liegt in der Sebalder Altstadt am Maxplatz, nördlich der Pegnitz an der Maxbrücke, gegenüber der Trödelmarktinsel.

## Geschichte
Der Weinstadel wurde 1446 bis 1448 außerhalb der vorletzten Stadtbefestigung errichtet und diente in der Karwoche drei Tage lang für die Unterbringung und Speisung von Leprakranken (Sondersiechen). Der Bau ging auf das 1394 gestiftete Sondersiechen-Almosen zurück. Da er nur in der Karwoche genutzt wurde, fanden hier in Kriegszeiten (beispielsweise während der Markgrafenkriege) Klosterfrauen aus Pillenreuth Zuflucht.
Als die Sondersiechenspeisung 1575 nach St. Johannis verlegt wurde, konnte das Gebäude intensiver genutzt werden: Handwerker, arme Familien, ein Frauenspinnhaus und eine Krankenunterkunft wurden im Lauf der Zeit hier untergebracht.
Das Erdgeschoss diente ab ca. 1571 als reichsstädtisches Weinlager, woher sich auch der heutige Name ableitet.
Die Krankenunterkunft wurde 1627 in das neu erworbene "Schauhaus" verlegt.
Während des Bombenangriffs am 3. Oktober 1944 erhielt das Gebäude schwere Sprengbombentreffer.
1950 wurde der Weinstadel zusammen mit dem ihm baulich verbundenen Wasserturm zu einem Studentenwohnheim des Studentenwerkes Nürnberg mit insgesamt 74 Plätzen umfunktioniert.

## Das Gebäude
Der Weinstadel ist mit 48 Metern Länge der größte Fachwerkbau in Deutschland.
Über dem aus Sandstein gemauerten Erdgeschoss befinden sich zwei Fachwerkobergeschosse. Darauf wurde das aus drei
Geschossen bestehende Satteldach gesetzt. An der Stirnseite zur Pegnitz ist das Gebäude mit Holzgalerien bestückt, die mit metallenen Wasserspeiern versehen sind.
An der Ostseite befindet sich ein auffallender Dacherker aus dem Jahre 1448 mit Anblattungen. Er besitzt ein Spitzbogenfenster und ist ebenfalls mit einem Satteldach versehen. Er gilt als ältester Dacherker Nürnbergs. Am ersten Obergeschoss der Ostseite ist das Haus baulich in Form eines brückenartigen Baus in Fachwerk und mit Satteldach mit einem alten Stadtmauerturm (dem Wasserturm) verbunden, der seinerseits an eine überbaute Brücke über die Pegnitz mit der Trödelmarktinsel gebaut ist.
Während der Dachstuhl weitgehend dem Zustand der Erbauungszeit entspricht, ist der Innenbereich des Weinstadels modern gestaltet worden.